# Black Bomb A
Black Bomb A ist eine französische Metalcoreband, die 1995 gegründet wurde.

## Geschichte
Im Jahr 2003 bestand die Band aus zwei Sängern, Arno und Poun, den Gitarristen Scalp und Snake, sowie dem Bassisten Mario und dem Schlagzeuger Hervé.
2001 traten sie mit der EP Straight in the Vein zum ersten Mal mit einer eigenen Veröffentlichung ins Rampenlicht. Innerhalb von zwei Jahren entwickelte sich Black Bomb A durch ungefähr 300 Auftritte in Frankreich zu einer bekannten Underground-Band.
Nach der Veröffentlichung ihres dritten Albums Speech of Freedom stand dieses in Frankreich sieben Wochen lang in den offiziellen Verkaufscharts. Durch die „wütende Experimentierfreude“ der Band sticht sie aus dem Metalcore heraus.
Auf dem Live-Album Illicite Stuff Live von 2005 befinden sich einige aufgezeichnete Gigs in Saint-Nazaire. Das Album erschien im September während der Planung einiger Live-Termine. Wegen eines Motorrad-Unfalls des Bassisten Étienne ließ die Band diese Auftritte platzen. Anfang 2006 begannen sie mit den Aufnahmen zum nächsten Studioalbum, pausierten diese aber bald wieder, da sich die Zusammenarbeit mit dem Produzenten als fast unmöglich herausstellte. Daraufhin trennten sie sich von ihrem Label.
Durch die Zusammenarbeit mit Sphere haben sie ein neues Management gestartet, das sie beim Warner-Music-Ableger Mon Slip unterbringt. Im März 2007 veröffentlichte Black Bomb A ihr Album One Sound Bite to React. Die Band hat sich sowohl stimmlich als auch musikalisch weiterentwickelt. Auf dem Album covern sie das Lied „Beds are Burning“ von Midnight Oil, bleiben aber dennoch ihren Metalcore-Wurzeln treu.

## Mitglieder

### Aktuelle Bandmitglieder
- Sébastien "Poun" – Gesang (1995-)
- Samuel "Snake" – Gitarre (1996-)
- Arnaud "Arno" – Gesang (2002–2007, 2014-)
- Hervé "RV" – Schlagzeug (2001-)
- Pierre "Jacou" – Bass (2011-)

### Ehemalige Bandmitglieder
- Djag – Gesang (1995–2002, 2007–2011)
- Scalp – Gitarre (1999–2008)
- Shaun Davidson – Gesang (2011–2014)
- Mario – Bass (1999–2004)
- Panks – Bass (1995–1999)
- Franck – Schlagzeug (1995–2001)
- Max – Gitarre (1995–1996)
- Étienne – Bass (2004–2010)

## Diskografie

### Alben
| Jahr | Titel                   | Höchstplatzierung, Gesamtwochen, AuszeichnungChartsChartplatzierungen (Jahr, Titel, Platzierungen, Wochen, Auszeichnungen, Anmerkungen) | Anmerkungen |
| Jahr | Titel                   | FR | Anmerkungen |
| ---- | ----------------------- | --- | ----------- |
| 2004 | Speech of Freedom       | FR85 (5 Wo.)FR |             |
| 2005 | Illicite Stuff Live     | FR96 (2 Wo.)FR |             |
| 2006 | One Sound Bite To React | FR121 (2 Wo.)FR |             |
| 2009 | From Chaos              | FR83 (5 Wo.)FR |             |
| 2012 | Enemies Of The State    | FR142 (1 Wo.)FR |             |
| 2015 | Comfortable Hate        | FR121 (1 Wo.)FR |             |
| 2018 | Black Bomb A            | FR153 (1 Wo.)FR |             |

Weitere Alben
- 1999: Straight in the Vein
- 2001: Human Bomb
- 2009: From Chaos
- 2016: 21 Years of Pure Madness / Live Act